# Trevelin Queen
Trevelin Queen (Glen Burnie, 25 febbraio 1997) è un cestista statunitense.

## Statistiche

### NCAA
| Anno      | Squadra           | PG | PT | MP   | TC%  | 3P%  | TL%  | RP  | AP  | PRP | SP  | PP   |
| --------- | ----------------- | -- | -- | ---- | ---- | ---- | ---- | --- | --- | --- | --- | ---- |
| 2018-2019 | N.M. State Aggies | 25 | 0  | 15,2 | 47,5 | 35,0 | 61,5 | 2,9 | 1,7 | 1,0 | 0,8 | 7,8  |
| 2019-2020 | N.M. State Aggies | 26 | 25 | 27,5 | 47,1 | 38,7 | 81,4 | 5,2 | 2,4 | 1,7 | 0,3 | 13,2 |
| Carriera  | Carriera          | 51 | 25 | 21,5 | 47,2 | 37,3 | 73,9 | 4,1 | 2,1 | 1,4 | 0,5 | 10,5 |

#### Massimi in carriera
- Massimo di punti: 27 vs Grand Canyon (16 marzo 2019)[1]
- Massimo di rimbalzi: 10 vs Mississippi State (22 dicembre 2019)
- Massimo di assist: 8 (2 volte)
- Massimo di palle rubate: 7 vs Northern New Mexico (29 dicembre 2019)
- Massimo di stoppate: 6 vs Seattle (16 febbraio 2019)
- Massimo di minuti giocati: 41 vs Colorado State (25 novembre 2019)

### NBA

#### Regular Season
| Anno      | Squadra         | PG | PT | MP   | TC%  | 3P%  | TL%  | RP  | AP  | PRP | SP  | PP  |
| --------- | --------------- | -- | -- | ---- | ---- | ---- | ---- | --- | --- | --- | --- | --- |
| 2021-2022 | Houston Rockets | 10 | 0  | 7,4  | 45,5 | 37,5 | 100  | 1,6 | 0,4 | 0,5 | 0,1 | 4,3 |
| 2022-2023 | Indiana Pacers  | 7  | 0  | 10,0 | 24,1 | 13,3 | 100  | 2,4 | 0,9 | 0,3 | 0,7 | 3,0 |
| 2023-2024 | Orlando Magic   | 14 | 0  | 11,8 | 36,8 | 17,6 | 75,0 | 1,4 | 1,3 | 0,5 | 0,4 | 2,9 |
| 2024-2025 | Orlando Magic   | 31 | 2  | 13,9 | 38,1 | 28,6 | 85,7 | 1,7 | 1,2 | 1,0 | 0,3 | 4,9 |
| Carriera  | Carriera        | 62 | 2  | 11,9 | 37,2 | 27,1 | 85,7 | 1,7 | 1,1 | 0,7 | 0,3 | 4,1 |

#### Massimi in carriera
- Massimo di punti: 17 vs Charlotte Hornets (27 dicembre 2021)[2]
- Massimo di rimbalzi: 9 vs Oklahoma City Thunder (18 gennaio 2023)
- Massimo di assist: 1 (10 volte)
- Massimo di palle rubate: 4 vs Charlotte Hornets (27 dicembre 2021)
- Massimo di stoppate: 3 vs Oklahoma City Thunder (18 gennaio 2023)
- Massimo di minuti giocati: 29 vs Charlotte Hornets (27 dicembre 2021)

### G League
| Anno       | Squadra       | PG  | PT  | MP   | TC%  | 3P%  | TL%  | RP  | AP  | PRP | SP  | PP   |
| ---------- | ------------- | --- | --- | ---- | ---- | ---- | ---- | --- | --- | --- | --- | ---- |
| 2020-2021  | R.G.V. Vipers | 15  | 6   | 20,0 | 45,8 | 28,2 | 66,7 | 2,3 | 1,2 | 1,2 | 0,2 | 10,0 |
| 2021-2022† | R.G.V. Vipers | 29  | 28  | 34,2 | 47,0 | 33,2 | 77,9 | 6,7 | 4,9 | 3,1 | 0,8 | 24,1 |
| 2022-2023  | F.W. Mad Ants | 35  | 26  | 34,8 | 46,9 | 28,4 | 85,0 | 6,3 | 4,7 | 2,2 | 0,8 | 23,0 |
| 2023-2024  | Osceola Magic | 35  | 35  | 33,9 | 49,3 | 31,3 | 81,6 | 7,3 | 5,0 | 2,4 | 0,7 | 23,2 |
| 2024-2025  | Osceola Magic | 9   | 9   | 33,3 | 49,0 | 40,4 | 85,7 | 5,6 | 5,1 | 2,1 | 0,9 | 22,7 |
| Carriera   | Carriera      | 123 | 104 | 32,5 | 47,7 | 31,6 | 81,3 | 6,1 | 4,4 | 2,3 | 0,7 | 21,7 |

## Palmarès

### Squadra
- Campione NBA G League (2022)

### Individuale
- NBA G League Finals MVP (2022)
- NBA G League MVP (2022)